# Fyé
Fyé é uma comuna francesa na região administrativa do País do Loire, no departamento de Sarthe. Estende-se por uma área de 16.40 km². Em 2010 a comuna tinha 1 021 habitantes (densidade: 62,3 hab./km²).